# Radonice (powiat Chomutov)
Radonice – miejscowość i gmina (obec) w Czechach, w kraju usteckim, w powiecie Chomutov. W 2022 roku liczyła 1185 mieszkańców.